# The New Seekers
The New Seekers sind eine britische Popgruppe.

## Bandgeschichte
Nach der Auflösung der Band The Seekers formierte Keith Potger mit Eve Graham (* 13. April 1943), Sally Graham, Laurie Heath, Chris Barrington und dem aus Leipzig stammenden Marty Kristian (* 27. Mai 1947) im Jahr 1969 die erste Formation der New Seekers. Bereits 1970 stiegen Sally Graham, Heath und Barrington wegen künstlerischer Differenzen aus und wurden durch Lyn Paul (* 16. Februar 1949), Peter Doyle (* 28. Juli 1949; † 13. Oktober 2001) und Paul Layton (* 4. August 1947) ersetzt. Eve Graham und Lyn Paul sangen zuvor in einer gemischten Boy-Girl-Band aus Manchester namens The Nocturnes.
1971 entstand ein Werbejingle der Getränkefirma Coca-Cola mit dem Titel I’d Like to Buy the World a Coke. The New Seekers schrieben den Text um. Das Lied kletterte unter dem Namen I’d Like to Teach the World to Sing am 8. Januar 1972 für vier Wochen auf Platz 1 der britischen Charts. Es wurde einer der erfolgreichsten Werbesongs der 1970er Jahre und war oftmals nur als der „Coke Song“ bekannt.
Zuvor hatten sie mit ihrer Version von Never Ending Song of Love bereits einen Nummer-zwei-Erfolg in den britischen Charts feiern können. 1972 traten sie beim Eurovision Song Contest in Edinburgh auf und belegten mit ihrem Lied Beg, Steal or Borrow den zweiten Platz. In den Charts stieg das Lied ebenfalls auf Rang 2. Weitere Top-10-Erfolge in Großbritannien waren You Won’t Find Another Fool Like Me (Platz 1, 1974) sowie Circles (Platz 4, 1972) und I Got a Little Sentimental Over You (Platz 5, 1974). Ihre größten Erfolge in Deutschland waren Neverending Song of Love (Platz 4, 1971) und Beg, Steal or Borrow (Platz 5, 1972), von dem sie auch eine deutsche Version, Oh, ich will betteln, ich will stehlen, veröffentlichten.
1974 lösten sich The New Seekers kurzfristig auf und die einzelnen Mitglieder widmeten sich ihren Solokarrieren. 1976 reformierte sich die Gruppe mit Marty Kristian, Paul Layton und Eve Graham, Ex-Wishful Thinking-Sänger Danny Finn und Newcomerin Kathy-Ann Rae. Bis 1978 feierten sie noch einige Charterfolge in Großbritannien. Eve Graham und Danny Finn stiegen 1978 aus und heirateten. Nach mehreren Umbesetzungen zwischen 1978 und 2002 ist nur noch Paul Layton aus der Urbesetzung dabei. The New Seekers treten noch heute auf Oldiefestivals auf. 2009 feierten sie mit einer großen Tournee ihr 40-jähriges Jubiläum.
Am 4. April 1987 waren sie Teil der Gruppe Ferry Aid, die den Beatles-Hit Let It Be zum Gedenken an die 193 Opfer des Fährunglücks von Zeebrugge nochmal aufnahmen und damit für drei Wochen die Chartspitze in der UK Top 40 belegten.
Eve Graham veröffentlichte 1980 das Soloalbum Woman of the World und 2005 die Single Highland Cathedral und das Album The Mountains Welcome Me Home. Im Jahr 2006 folgte das Album Til The Seasons Comes Round Again.
Lyn Paul veröffentlichte 1975 ihr Soloalbum Give me Love, mit einem weiteren ehemaligen Coca-Cola-Werbesong, It Oughta Sell a Million. Sie feierte seit den 1990ern große Erfolge in England als Musicalinterpretin in den Stücken Taboo von Boy George und in Blood Brothers. Im Jahr 2007 erschien ihr zweites Soloalbum Late Night.
Nach Peter Doyles Tod im Jahre 2001 wurde das Album Rarities veröffentlicht, mit Solo-Aufnahmen aus den 1970er bis 1990er Jahren.
Cathy Logan (Kathy Ann Rae) starb im Januar 2011 nach langjähriger Krebserkrankung, Danny (Kevin) Finn am 22. Februar 2016 nach kurzer Krankheit.

## Diskografie

### Alben
| Jahr | Titel                                | Höchstplatzierung, Gesamtwochen, AuszeichnungChartplatzierungen (Jahr, Titel, Platzierungen, Wochen, Auszeichnungen, Anmerkungen) | Höchstplatzierung, Gesamtwochen, AuszeichnungChartplatzierungen (Jahr, Titel, Platzierungen, Wochen, Auszeichnungen, Anmerkungen) | Höchstplatzierung, Gesamtwochen, AuszeichnungChartplatzierungen (Jahr, Titel, Platzierungen, Wochen, Auszeichnungen, Anmerkungen) | Höchstplatzierung, Gesamtwochen, AuszeichnungChartplatzierungen (Jahr, Titel, Platzierungen, Wochen, Auszeichnungen, Anmerkungen) | Anmerkungen                          |
| Jahr | Titel                                | DE | CH | UK | US | Anmerkungen                          |
| ---- | ------------------------------------ | --- | --- | --- | --- | ------------------------------------ |
| 1971 | Beautiful People                     | — | — | — | US136 (6 Wo.)US | Erstveröffentlichung: Mai 1971       |
| 1972 | New Colours                          | — | — | UK40 (4 Wo.)UK | — | Erstveröffentlichung: September 1971 |
| 1972 | We’d Like to Teach the World to Sing | — | — | UK2 (25 Wo.)UK | US37 (14 Wo.)US | Erstveröffentlichung: März 1972      |
| 1972 | Never Ending Song of Love            | — | — | UK35 (4 Wo.)UK | — | Erstveröffentlichung: Juli 1972      |
| 1972 | Circles                              | — | — | UK23 (5 Wo.)UK | US166 (10 Wo.)US | Erstveröffentlichung: September 1972 |
| 1973 | Now                                  | — | — | UK47 (2 Wo.)UK | US190 (4 Wo.)US | Erstveröffentlichung: März 1973      |
| 1974 | Together                             | — | — | UK12 Silber · (9 Wo.)UK | — | Erstveröffentlichung: März 1974      |

grau schraffiert: keine Chartdaten aus diesem Jahr verfügbar
Weitere Alben
- 1970: Keith Potger & the New Seekers (mit Keith Potger)
- 1970: New Seekers
- 1972: Come Softly to Me
- 1972: Live at the Royal Albert Hall
- 1973: Look What They’ve Done to My Song, Ma
- 1974: Farewell Album
- 1976: Together Again
- 1978: Anthem: One Day in Every Week
- 1982: Tell Me

### Kompilationen
| Jahr | Titel                                      | Höchstplatzierung, Gesamtwochen, AuszeichnungChartplatzierungen (Jahr, Titel, Platzierungen, Wochen, Auszeichnungen, Anmerkungen) | Höchstplatzierung, Gesamtwochen, AuszeichnungChartplatzierungen (Jahr, Titel, Platzierungen, Wochen, Auszeichnungen, Anmerkungen) | Höchstplatzierung, Gesamtwochen, AuszeichnungChartplatzierungen (Jahr, Titel, Platzierungen, Wochen, Auszeichnungen, Anmerkungen) | Höchstplatzierung, Gesamtwochen, AuszeichnungChartplatzierungen (Jahr, Titel, Platzierungen, Wochen, Auszeichnungen, Anmerkungen) | Anmerkungen                     |
| Jahr | Titel                                      | DE | CH | UK | US | Anmerkungen                     |
| ---- | ------------------------------------------ | --- | --- | --- | --- | ------------------------------- |
| 2009 | It’s Been Too Long: Greatest Hits and More | — | — | UK17 (5 Wo.)UK | — | Erstveröffentlichung: Juli 2009 |

Weitere Kompilationen
- 1972: I’d Like to Teach the World to Song in Perfect Harmony
- 1972: Beg, Steal or Borrow
- 1973: In Perfect Harmony
- 1973: You Won’t Find Another Fool Like Me
- 1973: The Best of the New Seekers
- 1973: The New Seekers
- 1973: 20 Solid Gold Hits
- 1979: The Best of the New Seekers
- 1982: The New Seekers
- 1982: Motive
- 1983: The Best Of
- 1987: Greatest Hits
- 1991: The Greatest Hits
- 1993: Perfect Harmony
- 1993: Gold
- 1993: Collection
- 1996: The Very Best of the New Seekers
- 1998: Greatest Hits
- 2005: The Singles
- 2006: Songbook 1970–74 (2 CDs)

### Singles
| Jahr | Titel Album                                                                                   | Höchstplatzierung, Gesamtwochen, AuszeichnungChartplatzierungen (Jahr, Titel, Album, Platzierungen, Wochen, Auszeichnungen, Anmerkungen) | Höchstplatzierung, Gesamtwochen, AuszeichnungChartplatzierungen (Jahr, Titel, Album, Platzierungen, Wochen, Auszeichnungen, Anmerkungen) | Höchstplatzierung, Gesamtwochen, AuszeichnungChartplatzierungen (Jahr, Titel, Album, Platzierungen, Wochen, Auszeichnungen, Anmerkungen) | Höchstplatzierung, Gesamtwochen, AuszeichnungChartplatzierungen (Jahr, Titel, Album, Platzierungen, Wochen, Auszeichnungen, Anmerkungen) | Anmerkungen                                              |
| Jahr | Titel Album                                                                                   | DE | CH | UK | US | Anmerkungen                                              |
| ---- | --------------------------------------------------------------------------------------------- | --- | --- | --- | --- | -------------------------------------------------------- |
| 1970 | Look What They’ve Done to My Song, Ma Keith Potger & the New Seekers                          | — | — | UK44 (2 Wo.)UK | US14 (12 Wo.)US | Erstveröffentlichung: Juni 1970 feat. Eve Graham         |
| 1971 | Beautiful People                                                                              | — | — | — | US67 (7 Wo.)US | Erstveröffentlichung: Dezember 1970                      |
| 1971 | Nickel Song We’d Like to Teach the World to Sing                                              | — | — | — | US81 (5 Wo.)US | Erstveröffentlichung: März 1971                          |
| 1971 | Never Ending Song of Love Beautiful People                                                    | DE4 (23 Wo.)DE | CH4 (15 Wo.)CH | UK2 (19 Wo.)UK | — | Erstveröffentlichung: Mai 1971                           |
| 1971 | I’d Like to Teach the World to Sing (In Perfect Harmony) We’d Like to Teach the World to Sing | DE24 (8 Wo.)DE | — | UK1 (21 Wo.)UK | US7 Gold · (11 Wo.)US | Erstveröffentlichung: November 1971                      |
| 1972 | Beg, Steal or Borrow We’d Like to Teach the World to Sing                                     | DE5 (17 Wo.)DE | CH5 (9 Wo.)CH | UK2 (13 Wo.)UK | US81 (4 Wo.)US | Erstveröffentlichung: Februar 1972                       |
| 1972 | Circles                                                                                       | — | — | UK4 (16 Wo.)UK | US87 (5 Wo.)US | Erstveröffentlichung: Mai 1972                           |
| 1972 | Dance, Dance, Dance Circles                                                                   | — | — | — | US84 (5 Wo.)US | Erstveröffentlichung: August 1972                        |
| 1972 | Come Softly to Me                                                                             | — | — | UK20 (11 Wo.)UK | US95 (3 Wo.)US | Erstveröffentlichung: November 1972 feat. Marty Kristian |
| 1973 | Pinball Wizard / See Me Feel Me (Medley) Now / Pinball Wizards                                | — | — | UK16 (8 Wo.)UK | US29 (13 Wo.)US | Erstveröffentlichung: Februar 1973                       |
| 1973 | Nevertheless (I’m in Love with You) The New Seekers                                           | — | — | UK34 (5 Wo.)UK | — | Erstveröffentlichung: März 1973 feat. Eve Graham         |
| 1973 | Goodbye Is Just Another Word The New Seekers                                                  | — | — | UK36 (5 Wo.)UK | — | Erstveröffentlichung: Juni 1973                          |
| 1973 | You Won’t Find Another Fool Like Me Together                                                  | — | — | UK1 Gold · (16 Wo.)UK | — | Erstveröffentlichung: November 1973                      |
| 1974 | I Get a Little Sentimental Over You Together                                                  | — | — | UK5 Silber · (9 Wo.)UK | — | Erstveröffentlichung: Februar 1974                       |
| 1976 | It’s so Nice Together Again                                                                   | — | — | UK44 (4 Wo.)UK | — | Erstveröffentlichung: Juni 1976                          |
| 1977 | I Wanna Go Back Together Again                                                                | — | — | UK25 (4 Wo.)UK | — | Erstveröffentlichung: November 1976                      |
| 1978 | Anthem Anthem – One Day in Every Week                                                         | — | — | UK21 (10 Wo.)UK | — | Erstveröffentlichung: Juni 1978                          |

Weitere Singles
- 1969: Meet My Lord
- 1970: When There’s No Love Left
- 1971: Tonight
- 1971: Good Old Fashioned Music
- 1972: Oh, ich will betteln, ich will stehlen (Beg, Steal or Borrow)
- 1972: For You We Sing
- 1973: We’ve Got to Do It Now
- 1974: Sing Hallelujah
- 1977: Give Me Love Your Way
- 1978: Flashback
- 1978: Do You Wanna Make Love
- 1978: You Needed Me
- 1979: Don’t Stop the Music
- 1979: Love Is a Song
- 1980: Tell Me
- 1980: California Nights
- 1985: Let the Bells Ring Out Forever

## Auszeichnungen für Musikverkäufe
Anmerkung: Auszeichnungen in Ländern aus den Charttabellen bzw. Chartboxen sind in ebendiesen zu finden.
| Land/RegionAuszeichnungen für Musikverkäufe (Land/Region, Auszeichnungen, Verkäufe, Quellen) | Silber     | Gold     | Platin | Verkäufe  | Quellen   |
| -------------------------------------------------------------------------------------------- | ---------- | -------- | ------ | --------- | --------- |
| Vereinigte Staaten (RIAA)                                                                    | —          | Gold1    | —      | 1.000.000 | riaa.com  |
| Vereinigtes Königreich (BPI)                                                                 | 2× Silber2 | Gold1    | —      | 810.000   | bpi.co.uk |
| Insgesamt                                                                                    | 2× Silber2 | 2× Gold2 | —      |           |           |